# Министерство интеграции и гендерного равенства Швеции
Министерство интеграции и гендерного равенства (Швеция) занимается вопросами по делам потребителей, вопросам демократии, гендерного равенства, прав человека, вопросами интеграции, проблемами меньшинств, неправительственных организаций и молодёжной политикой.

## История
Министерство было создано 1 января 2007 года после решения нового правительства, которое пришло к власти на 6 октября 2006 года. Ранее эти области её обязанностей были под опекой Министерства юстиции и Министерства иностранных дел соответственно.

## Организационная структура
Министерство возглавляет министр по вопросам интеграции и гендерного равенства. Политические руководители также включают в себя государственного секретаря Кристер Халлерби, политических советников и пресс-секретаря.
Другие высокопоставленные должностные лица включают Генерального директора по административным и юридическим вопросам и административного директора. Ниже уровня исполнительной власти министерство разделено на отделы, отделения и секретариаты.

## Агентства
- Омбудсмен по вопросам равных возможностей
- Омбудсмен против дискриминации по признаку сексуальной ориентации
- Омбудсмен по вопросам этнической дискриминации
- Шведское агентство потребителей
- Шведский омбудсмен инвалидности
- Шведский совет по вопросам интеграции
- Национальный совет по Жалобам потребителей
- Шведский национальный совет по делам молодёжи